# William Saurin
William Saurin Production est une société agroalimentaire française fondée en 1898 et spécialisée dans la fabrication de plats cuisinés. Elle porte le nom de son fondateur, William Saurin, épicier spécialisé dans la confection de plats cuisinés commercialisés en boîte de conserve.
Connue pour ses plats en conserve typiquement français, tels que le cassoulet, la choucroute ou les saucisses aux lentilles, la société commercialise ses produits sous la marque éponyme, ainsi que sous la marque Panzani, utilisée sous licence pour les raviolis uniquement.
La marque William Saurin appartient depuis 2017 à la Financière Cofigeo et à la coopérative Arterris.

## Historique

### Origines
En 1898, William Saurin (1872-1937) ouvre une épicerie à Saint-Mandé, en banlieue parisienne. La société se développe rapidement en utilisant l'appertisation (du nom de l’inventeur de la conserve alimentaire, Nicolas Appert) pour la fabrication des conserves de plats mijotés et de confitures. Elle reste cependant familiale jusqu'en 1979, lorsque Vincent Saurin la revend à Lesieur.

### Historique contemporain
En 1986, le groupe agroalimentaire italien Ferruzzi, qui, via le conglomérat Montedison, possède notamment Béghin-Say et Eridania, souhaite s'emparer de Lesieur. Pour contrer cette tentative, Saint-Louis, associé avec Lesieur, rachète son partenaire.
Cependant, en 1988, Saint Louis décide de démanteler le groupe Lesieur et de revendre l'entreprise à Montedison, pour se mettre à l'abri d'une prise de contrôle du groupe italien, qui avait acheté l'année précédente un pourcentage non négligeables de ses actions. William Saurin reste alors dans le groupe Saint-Louis.
En 1994, Saint-Louis rapproche son activité alimentaire avec celle du groupe Danone (marques Panzani, Garbit et PetitJean) au sein d'une filiale commune, nommée Panzalim, dont William Saurin fait partie. Mais à la suite du décès du PDG de Saint-Louis, Bernard Dumon, en 1995, Saint-Louis se désengage de la filiale commune l'année suivante. Danone hérite alors de toutes les marques de la coentreprise, excepté Royal Champignon, et fusionne Panzani, William Saurin, Garbit et PetitJean en une seule entité. En 1997, Danone, qui souhaite alors se concentrer sur ses marchés de base, revend ses actifs non prioritaires. Panzani-William Saurin est ainsi cédé au fonds d'investissement Paribas Affaires industrielles (PAI partners).
En 2001, PAI Partners revend William Saurin, Garbit et PetitJean au groupe Financière Turenne Lafayette (FTL), mais conserve Panzani. Les trois entreprises sont intégrées au pôle alimentaire de Turenne Lafayette, CCA (Comptoir commercial alimentaire).
Fin 2016, à la suite du décès de l'actionnaire de FTL, de multiples anomalies dans les comptes du groupe sont découvertes. L'État français évite la liquidation judiciaire du groupe en débloquant 70 millions d'euros afin de maintenir l'activité, le temps de trouver des repreneurs.
Le 3 juillet 2017 la société William Saurin est placée en redressement judiciaire.
Le 4 octobre, Cofigeo et la coopérative Arterris reprennent, à la barre du tribunal, les plats cuisinés et les marques William Saurin, Garbit ou La Belle Chaurienne.
Le 30 avril 2018 la société William Saurin est placée en liquidation judiciaire. La nouvelle société prend le nom de William Saurin Production.
Fin 2019, Cofigeo annonce une augmentation de capital de 6 millions d'euros pour William Saurin Production afin de compenser les pertes enregistrées lors des deux derniers exercices. La maison-mère justifie cet investissement par le dynamisme retrouvé de William Saurin Production après les années difficiles traversées depuis la reprise des actifs.
En décembre 2022, les sociétés William Saurin et Garbit annoncent vouloir arrêter temporairement, à partir du 2 janvier 2023, quatre de leurs huit usines en France, ce qui représente environ 80 % de la production du groupe. 800 de ses 1200 salariés français se verront appliquer un accord d'activité partielle de longue durée (APLD). Selon Cofigeo, ses coûts énergétiques passeront de 4 millions à 40 millions d'euros au 1er janvier.

## Produits
William Saurin s'est fait connaitre en grande partie par ses conserves de cassoulet et choucroute ou encore ses quenelles (sous la marque PetitJean). La gamme de conserves s'est bien étoffée et la marque a, en parallèle, développé des plats déjà préparés et directement micro-ondables comme « Les assiettes William Saurin », « Les cocottes » ou la dernière gamme : les pâtes « Shake Me ».

## Organisation

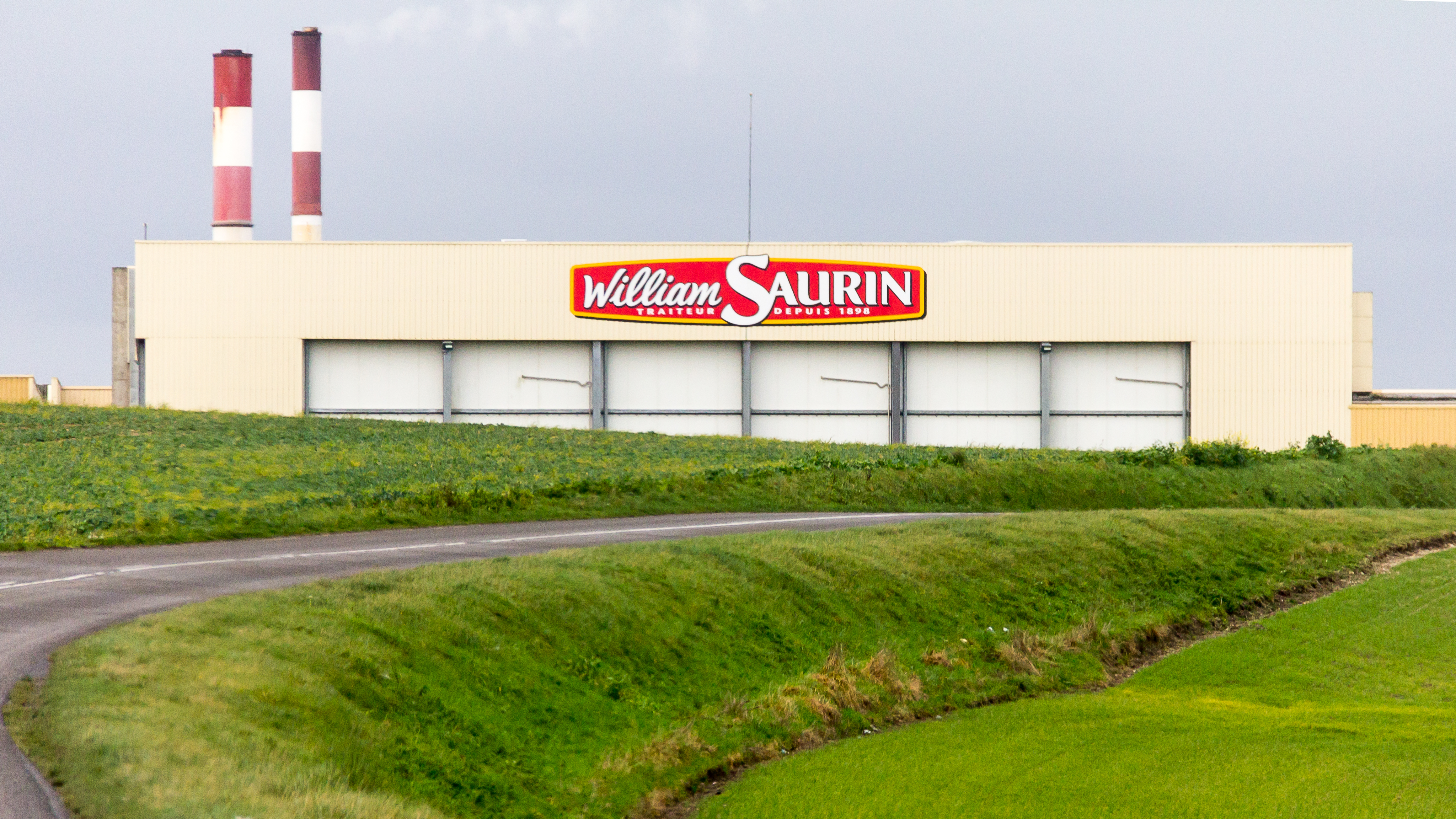
William Saurin, Pouilly-sur-Serre

William Saurin possède six usines en France :
- à Pouilly-sur-Serre ;
- à Saint-Thibault-des-Vignes ;
- à Rodez, Soulié Restauration ;
- à Marsannay-la-Côte, Julien Mack ;
- à Campagne-les-Hesdin.

Le groupe possédait également une unité de production à Saint-Marcel, en Saône-et-Loire, qui a été fermée en 2006.
William Saurin est numéro un sur le segment des plats cuisinés en conserve, avec environ 35 % du marché (47 % en ajoutant la marque Garbit).